# Saint-Bouize
Saint-Bouize is een gemeente in het Franse departement Cher (regio Centre-Val de Loire) en telt 295 inwoners (1999). De plaats maakt deel uit van het arrondissement Bourges.

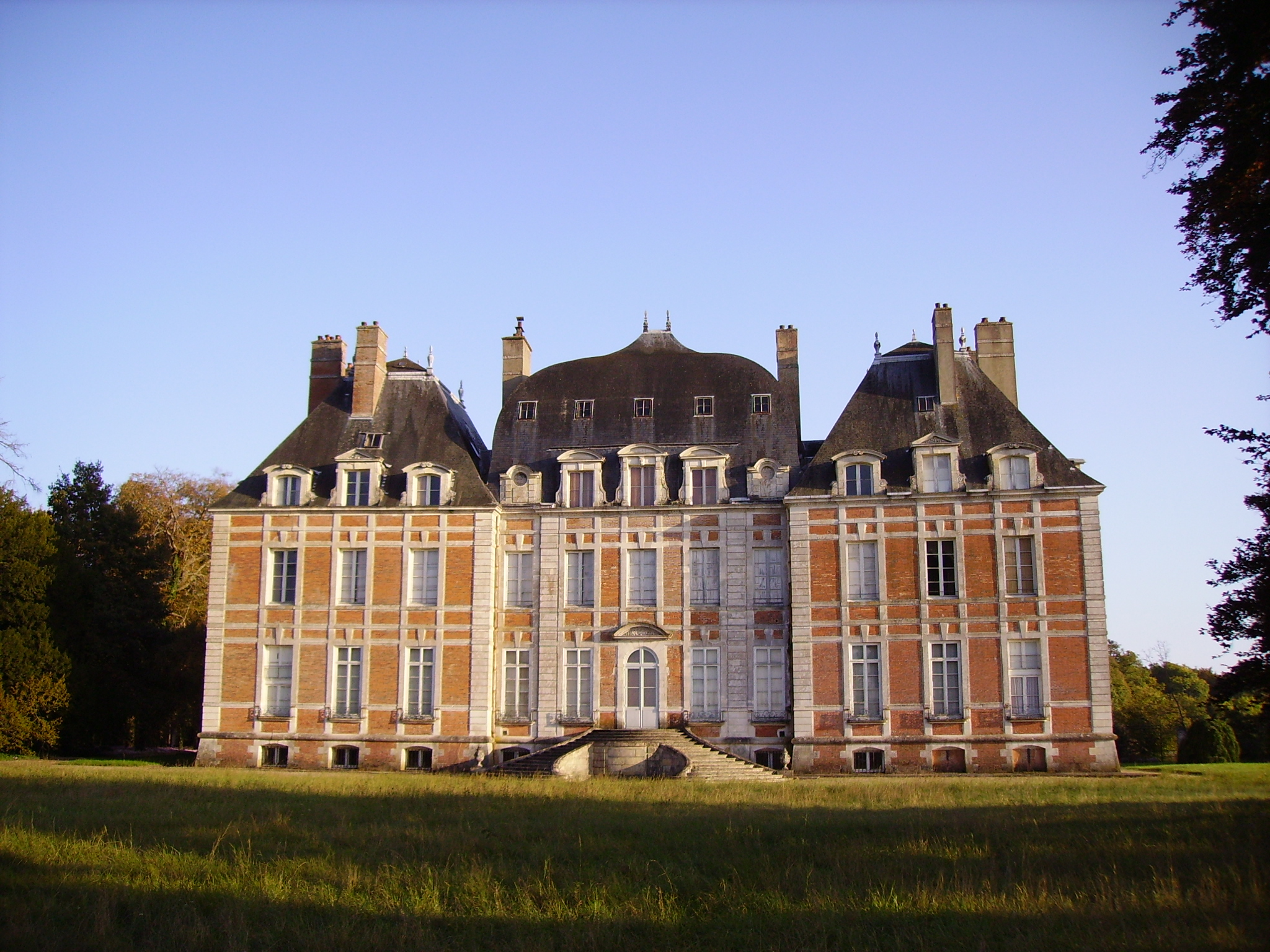
Château de Montalivet

## Geografie
De oppervlakte van Saint-Bouize bedraagt 14,9 km², de bevolkingsdichtheid is 19,8 inwoners per km².
De onderstaande kaart toont de ligging van Saint-Bouize met de belangrijkste infrastructuur en aangrenzende gemeenten.

## Demografie
Onderstaande figuur toont het verloop van het inwonertal (bron: INSEE-tellingen).